# Dálnice 13 (Izrael)
Dálnice 13, přesněji spíš Silnice 13 (hebrejsky: כביש 13, Kviš 13) je silniční spojení (nikoliv dálničního typu) v jižním Izraeli, v jižní části Negevské pouště.
Jde o krátkou spojovací silnice, která začíná na křižovatce Cichor poblíž vádí Nachal Cichor, kde uhýbá z dálnicí číslo 40 spojující Beerševu a jižní Negev přes Micpe Ramon. Pak klesá do údolí vádí al-Araba, kde ústí do dálnice číslo 90 poblíž vádí Nachal Menucha jižně od vesnice Paran.